# Topcat
Topcat er en ikke-olympisk one-design sejlkatamaran-bådklasse, hvor der findes både af forskellige størrelser.
Topcat-katamaranerne er brede toskrogsjoller, der er forbundet med en trampolin i bredder fra 3,60 m til 5,50 m. De findes mange steder i verden og viser sig ved deres skruefri montering.

## Historie
Midt i 70’erne fandt de to tyske A-Cat-sejlere Bernd Breymann og Kalus Enzmann det utilfrisstillende, at deres kataramaran var meget svær at transportere. Derfor fik de en idé til at lave deres egen katamaran med følgende egenskaber:
- Skrogene skulle være fremstillet af glasfiber
- Der skulle ikke være noget sværd på skrogene
- Den skulle kunne samles uden brug af skruer
- Bredden under transport skulle være under 2,55 m
- Den skulle kunne transpoteres på taget af en bil uden problemer
- Simplificering af den traditionelle konstruktion af sejlkatamaraner

I Andechs, Tyskland, lejede drengene et skur, og dermed kunne udviklingen af den nye katamaran begynde.
- I 1977 fremviste de den første Topcat, der var 4,80 meter bred og sat sammen uden brug af skruer. Den havde en mastehøjde på 7,00 meter og en fok på 3,6 m² samt et storsejl på 11,2 m².

- I 2005 blev Topcatten anerkendt som international klasse, og det første verdensmesterskab blev holdt i september 2005 på Gardasøen. I klassen K1 deltog sejlere fra ni lande og to kontinenter. Verdensmesteren blev Andrew Landenberger fra Australien. Sammen med klasserne K2 og K3 var over 100 både til start.
- Det næste vm bliver holdt 16.-23. oktober 2007 ved Patras, Grækenland.

## Koncept
Sædvanlige katamaraner havde en rigning som sejlbåde af samme størrelse. Med Topcatten fik storsejlet og sværdet komplicerede trimmuligheder med stående rigning. Til trods for, at det ikke lykkedes at opfylde målet med ikke at have sværd, blev profilen af katamaranenmeget smal og dyb. Dette var et kompromis mellem nødvendig tværstabilitet og manøvrevenlighed.
Begge skrogene sidder kun sammen med tværspanter, og mellem dem sidder en trampolin, der holder den stabil.
Fuldkommen nyt og anderledes var også den delelige og drejelige mast samt løfteroret, hvor rorbladet kan løftes op. Som en sikkerhedsforanstaltning sidder der en kæntreline i hver side, så det er muligt at få den kæntrede katamaran på ret køl igen.

## Skrog
Designet af skrogene til Topcattene minder meget om skrogene til en Tornado og Dart 18. Stiksværdet betyder, at Topcatten er kølfri som andre strandkatamaraner.
Materialet er glasfiber og kunststof med ekstra forstærkning i den del af trampolinen, der er forrest og i siderne. På andre udsatte steder er materialernes kraftighed også tilpasset.

## Ror
Hvert af rorene, som er placeret agter i hver side, består af et rorblad af aluminium, der sidder i et rorhoved. Rorhovederne er forbundet med en stang, hvorpå rorpindsforlængeren er fastgjort. Herved kan begge ror styres på én gang.

## Rigogsejl
Riggen består af en drejbar strømlinieformet mast, som bliver holdt fast af to vanter og et forstag. Topcatten har ingen sallinghorn
Der er ingen bom, og derfor har storsejlet gennemgående sejlpinde, der erstatter bommen, og et meget stabilt agterlig. Hulheden af sejlet justeres ved at ændre skødepunktet. Sejlet bliver hejst gennem hulkelen med et fald.
Fokken er ofte lavet som en rullefok. Den justeres med en løjgang og et endeløst fokkeskøde.
Sejlene findes i tre former:
- Classic (begynder)
- Streamcut (fortsætter)1
- Folie (Regatta)1

1 tilladt ved kapsejlads efter ITCA’s regler

## Udstyr
Ofte er Topcattene K1, K2 og K3 udrustet med en reacher, der er en form for hul genua. Dette giver en vigtig hastighedsforøgelse på læns og rumvindskurser. Derudover bliver der ofte intalleret en rullefok, og ved at sætte reacheren kan fokken nemt bjerges. 
Udover dette kan gasten, og med modellerne Spitfire, K1 og K2 også rorsmanden, stå i trapez for nemmere at trimme båden, når det blæser.

## Modeludvikling
- 1977-1979 blev der efter de første prototyper bygget omkring 60 Topcatte. Dette var der ikke kapacitet til i det lejede træskur, så produktionen at skrogene foregik i Italien, mens firmaets hovedkontor stadig var i Tyskland.
- 1979 grundlagde Bernd Breymann og Klaus Enzmann selskabet TOPCAT. Den store udbredelse af sportskatamaraner på verdensplan blev fremskyndet med tilbud om sejlerskoler.
- 1981 grundlagde Topcatsejlerene den tyske Topcat klasseforening.
- 1983 blev det internationale Topcatforbund, ITCA grundlagt. Samme år fandt det første EM sted på Gardasøen med 44 deltagende både fra fem lande.
- 1985kom den hurtigere og bredere Spitfire til syne med en længde på 18 fod og dobbelttrapez. Skrogene var større, hvilket også tunge sejlere værdsatte. Desuden blev sejlet revideret, hvilket gjorde det bedre til både hård- og letvindssejlads.
- 1993-2000 blev udviklingen af konceptet videreført med optimering af fart, sejlglæde og sikkerhed, der afspejlede ”K-modellerne”.

Den nye byggerækkefølge er:
- Topcat K11
- Topcat K21
- Topcat K31
- Topcat 4.5

1 tilladt ved kapsejlads efter ITCA’s regler
Den altid efterspurgte og manglende transportvenlighed af Topcattene blev efter mere end 20 års produktion opnået med modellen Topcat 4.5.
For de yngste sejlere er der lavet modellen Topcat Chico. Den er mere børnevenlig med afrundede kanter og mindre risiko for kæntring, selvom dobbelttrapezen er bibeholdt.

## Modeloversigt og tekniske data
|                | F1 / F2   | Spitfire 2.3 / 2.5 | K1         | K2         | K3         | 4.5        | Chico      |
| -------------- | --------- | ------------------ | ---------- | ---------- | ---------- | ---------- | ---------- |
| Byggetid       | 1977-2005 | 1985 -1993         | siden 1993 | siden 1995 | siden 1999 | siden 2005 | siden 2005 |
| Længde         | 4,80 m    | 5,48 m             | 5,48 m     | 5,17 m     | 4,92 m     | 4,50m      | 3,60 m     |
| Bredde         | 2,00 m    | 2.50 m             | 2,50 m     | 2,44 m     | 2,21 m     | 2,21 m     | 1,98m      |
| Mastehøjde     | 7,00 m    | 9,20 m             | 9,15 m     | 8,20 m     | 7,60 m     | 7,00 m     | 5.76 m     |
| Storsejl       | 11,2 m²   | 16,7 m²            | 16.7 m²    | 15.9 m²    | 14,9 m²    | 11,0 m²    | 5,8 m²     |
| Fok            | 3,6 m²    | 5,4 m²             | 5,4 m²     | 4,2 m²     | 3,2 m²     | 2,5 m²     | 2,1 m²     |
| Reacher        | --,- m²   | --,- m²            | 18,8 m²    | 16,3 m²    | 16,3 m²    | --,- m²    | --,- m²    |
| Antal trapezer | 1         | 2                  | 2          | 2          | 2          | 2          | 1          |
| Besætning      | 1/2       | 2                  | 2          | 1/2        | 1/2        | 1/2        | 2 (Børn)   |